# ThinkFilm
Th!nkFilm är en amerikansk distributör och producent av film som grundades i september 2001. Bolaget har distribuerat ett flertal prisbelönta independentfilmer som till exempel Taxi to the Dark Side som vann en Oscar för bästa dokumentär 2007, Half Nelson där huvudrollsinnehavaren Ryan Gosling blev nominerad till en Oscar för bästa huvudroll 2006 och Born into Brothels som vann en Oscar för bästa dokumentär 2005. 